# Hammarö kommun
Hammarö kommun är en kommun i Värmlands län. Kommunen ligger huvudsakligen på Hammarön och gränsar i norr till Karlstads kommun. Centralort är Skoghall.

## Administrativ historik
Kommunens område motsvarar Hammarö socken, Karlstads härad, vari vid kommunreformen 1862 Hammarö landskommun bildades.
Den 1 januari 1934 fördes hemmanet Vidön över från Karlstad landsförsamling.

1950 ombildades landskommunen till Hammarö köping. Kommunreformen 1952 påverkade inte indelningen.
Hammarö kommun bildades vid kommunreformen 1971 genom en ombildning av Hammarö köping.
Kommunen ingick från bildandet till 7 februari 2005 i Karlstads domsaga och ingår sen dess i Värmlands domsaga.

## Geografi
Kommunen utgörs av Hammarön, Vidön och närliggande småöar i norra Vänern och är till landytan Värmlands minsta kommun. Den ligger strax söder om Karlstad och består till stor del av naturskön skärgård, bland annat Hammarö sydspets med Skage fyr, och Grytudden med Sankt Olofsgrytan, där en pilgrimsled en gång började (som slutade i Trondheim). Det finns flera naturreservat (som Söön) och gott om fina badplatser. Ett flyttfågelsträck går över ön, och vid Hammarö sydspets finns en ringmärkningsstation.

### Topografi och hydrografi
Berggrunden i kommunen består främst av sura gnejser, vilket resulterar i magra hällmarksskogar, medan vissa områden av den basiska hyperiten är kända för sin rika flora. De centrala delarna präglas av berggrundens formationer med ryggar i nord-sydlig riktning. Trots detta är öarna i skärgården oftast låglänta och har ett tunt jordtäcke.
I vikarna längs den inre delen av kommunen återfinns avsättningar av Vänerlera, där vass, vide och fuktälskande lövträd skapar en gynnsam livsmiljö för fåglar och andra djur. Klarälvens delta är hemvist för en rik fauna och flora, inklusive en betydande population av bävrar. Vid kommunens sydspets finns ett naturreservat som skyddar en unik flora och fauna, samt en ringmärkningsstation för fåglar.

### Administrativ indelning
För befolkningsrapportering består kommunen av ett enda område, före 2016 Hammarö församling och från 1 januari 2016 av distriktet Hammarö

### Tätorter
Vid tätortsavgränsningen av Statistiska centralbyrån den 31 december 2010 fanns det fyra tätorter i Hammarö kommun.
| Nr | Tätort        | Folkmängd |
| -- | ------------- | --------- |
| 1  | Skoghall      | 13 605    |
| 2  | Vidöåsen      | 277       |
| 3  | Tye           | 247       |
| 4  | Rud och Ängen | 217       |

Centralorten är i fet stil.

## Styre och politik

### Styre
Mandatperioden 2010–2014 styrdes kommunen av Alliansen i koalition med Miljöpartiet. Tillsammans samlade partierna 17 av 31 mandat i kommunfullmäktige. Efter valet 2014 bildades ett blocköverskridande styre bestående av Socialdemokraterna, Vänsterpartiet och Centerpartiet. Valet 2018 ledde att makten återgick till den så kallade Hammarösamverkan, det vill säga Alliansen och Miljöpartiet. Denna gång genom stöd från Sverigedemokraterna. Samarbetet sprack dock under 2020 och ett nytt styre bildades av  de rödgröna och Centerpartiet. Samma koalition behöll makten även efter valet 2022. De meddelade då att "Vi har bl. a kommit överens om att fortsätta vårt arbete med kommunens ekonomi. Vi ser vikten av att fortsätta utbyggnaden av gång- och cykelvägar enligt kommunens cykelplan. Vi vill ta fram en äldreomsorgsplan, se mer närproducerad råvaror i våra kök. Vi vill jobba för att vi fortsättningsvis ha en bra förskola och skola för våra barn i kommunen”.

### Kommunfullmäktige

#### Presidium
| Presidium 2022–2026    | Presidium 2022–2026 | Presidium 2022–2026 |
| ---------------------- | ------------------- | ------------------- |
| Ordförande             | S                   | Andreas Hellgren    |
| Förste vice ordförande | M                   | Nils Safferson      |
| Andre vice ordförande  | S                   | Anders Haster       |

#### Mandatfördelning 1970–2022
| 2 | 20 | 3 | 4 | 2 |

| 24 | 7 |

| 2 | 18 | 6 | 3 | 2 |

| 22 | 9 |

| 2 | 17 | 6 | 3 | 3 |

| 21 | 10 |

| 2 | 18 | 4 | 2 | 5 |

| 19 | 12 |

| 2 | 18 | 3 | 2 | 6 |

| 19 | 12 |

| 16 | 3 | 2 | 4 | 6 |

| 18 | 13 |

| 16 |  | 3 | 2 | 3 | 6 |

| 20 | 11 |

| 15 |  | 3 | 2 | 3 | 7 |

| 20 | 11 |

| 2 | 18 |  | 2 | 2 | 6 |

| 17 | 14 |

| 4 | 13 | 2 |  | 2 | 2 | 7 |

| 16 | 15 |

| 3 | 14 |  | 2 | 3 | 3 | 5 |

| 19 | 12 |

| 2 | 13 |  |  | 2 | 2 | 3 | 7 |

| 20 | 11 |

|  | 12 | 2 |  | 2 | 2 | 3 | 8 |

| 20 | 11 |

| 2 | 13 | 2 | 2 | 2 | 2 | 2 | 6 |

| 17 | 14 |

| 2 | 11 | 2 | 3 | 2 | 2 | 2 | 7 |

| 19 | 12 |

|  | 11 | 2 |  | 3 | 2 | 2 | 2 | 7 |

| 19 | 12 |

För valresultat äldre än 1970, se tidigare kommun; Hammarö köping.

### Nämnder

#### Kommunstyrelse
| Presidium 2022–2026    | Presidium 2022–2026 | Presidium 2022–2026 |
| ---------------------- | ------------------- | ------------------- |
| Ordförande             | S                   | Solweig Gard        |
| Förste vice ordförande | V                   | Svante Nylund       |
| Andre vice ordförande  | M                   | Bosse Henriksson    |

#### Lista över kommunstyrelsens ordförande
| Namn | Namn             | Från | Till | Politisk tillhörighet |
| ---- | ---------------- | ---- | ---- | --------------------- |
|      | Per Bergman      |      | 2003 | Socialdemokraterna    |
|      | Siw Gidlöf       | 2003 | 2010 | Socialdemokraterna    |
|      | Leif Sandberg    | 2010 | 2014 | Moderaterna           |
|      | Siw Gidlöf       | 2014 | 2017 | Socialdemokraterna    |
|      | Per Aspengren    | 2017 | 2018 | Socialdemokraterna    |
|      | Bosse Henriksson | 2018 | 2020 | Moderaterna           |
|      | Solweig Gard     | 2020 |      | Socialdemokraterna    |

#### Övriga nämnder
Avser mandatperioden 2022–2026.
| Nämnd                      | Ordförande | Ordförande       | Vice ordförande | Vice ordförande        | Andre vice ordförande | Andre vice ordförande |
| -------------------------- | ---------- | ---------------- | --------------- | ---------------------- | --------------------- | --------------------- |
| Bildningsnämnden           | S          | Anders Englund   | MP              | Britt Zetterberg-Bagge | L                     | Magnus Henrichson     |
| Miljö- och byggnadsnämnden | MP         | Jens Meyer       | S               | Erik Gustafsson        | KD                    | Magnus Erikson        |
| Servicenämnden             | S          | Therese Wall     | C               | Dag Ohlsson            | M                     | Ola Jonsson           |
| Socialnämnden              | C          | Marianne Ohlsson | S               | Peter Berglund         | KD                    | Petra Weström         |
| Valnämnden                 | S          | Karin Bäckman    | C               | Marianne Ohlsson       | M                     | Bosse Henriksson      |

### Vänorter
I Norden:
- Enebakks kommun, Norge

Utanför Norden:
- Małkinia Górna, Polen
- Insel Poel, Tyskland
- Shouguang, Kina

## Ekonomi och infrastruktur

### Näringsliv
Hammarös näringsliv domineras av pappersbruket Skoghallsverken eller Skoghalls Bruk, i dag ägt av Stora Enso. Uddeholm hade på 1830-talet förvärvat udden vid Skoghall för att bygga en våg för att väga järn från bruken i norra Värmland, för att slippa tidsödande omlastningar. Vid Karlstads järnvåg skulle alla varor till och från Värmland vägas och det bildades ofta kö och vidare transportmedel fanns inte alltid tillgängligt. Med en egen våg i Skoghall kunde järnet vägas och lastas på båtar för vidare färd genom Vänern och Göta älv till Göteborg. Uddeholm anlade 1855–1856 även ett ångsågverk i närheten av järnvågen. Efter en brand i ett av bolagets sulfitfabriker 1914, beslöt Uddeholm att anlägga en ny fabrik. Under 1915–1918 anlades en sulfitfabrik vid udden i Skoghall. En god djuphamn, närheten till Klarälvens utlopp och tillgången till utmärkt vatten avgjorde placeringen, dessutom ägde Uddeholm sedan tidigare den mark där fabriken anlades. Fabriken tillverkade den första sulfitmassan den 25 oktober 1917. Pappersbruket, som är kommunens största arbetsgivare, tillverkar kartong främst för livsmedelsförpackningar, till exempel för mjölk. Brukets läge vid Klarälvens utlopp var i gamla tider idealiskt för flottning. Flottning till bruket upphörde först 1997. I dag får bruket sin träråvara på lastbilar. Bruket förses med ungefär 100 lastbilar träråvara per dygn.
År 1994 övertog Försvarsmakten det gamla vårdhemmet vid Sätterstrand intill Sättersviken, och bildade där Försvarsmaktens sjukvårdscentrum (FSC). År 2005 flyttades verksamheten till Göteborg, för att där bilda Försvarsmedicincentrum (FömedC). Försvarsmaktens sjukvårdscentrum sysselsatte drygt ett 70-tal personer och drygt 500 reservofficerare. Området har sedan Försvarsmakten flyttade omvandlats till en företagsby med inriktning på affärsutveckling.

### Infrastruktur

#### Transporter
Genom kommunen går länsväg 236.

## Befolkning

### Demografi

#### Befolkningsutveckling
Kommunen har 16 992 invånare (31 december 2024), vilket placerar den på 142:a plats avseende folkmängd bland Sveriges kommuner.
| Befolkningsutvecklingen i Hammarö kommun 1810–2020 | Befolkningsutvecklingen i Hammarö kommun 1810–2020 | Befolkningsutvecklingen i Hammarö kommun 1810–2020 | Befolkningsutvecklingen i Hammarö kommun 1810–2020 | Befolkningsutvecklingen i Hammarö kommun 1810–2020 |
| --- | -------------------------------------------------- | -------------------------------------------------- | -------------------------------------------------- | -------------------------------------------------- |
| |                                                    |                                                    |                                                    |                                                    |
| År |                                                    |                                                    | Folkmängd                                          |                                                    |
| 1810 | 1810                                               |                                                    | 797                                                |                                                    |
| 1820 | 1820                                               |                                                    | 876                                                |                                                    |
| 1830 | 1830                                               |                                                    | 997                                                |                                                    |
| 1840 | 1840                                               |                                                    | 1 182                                              |                                                    |
| 1850 | 1850                                               |                                                    | 1 331                                              |                                                    |
| 1860 | 1860                                               |                                                    | 1 490                                              |                                                    |
| 1870 | 1870                                               |                                                    | 1 632                                              |                                                    |
| 1880 | 1880                                               |                                                    | 1 660                                              |                                                    |
| 1890 | 1890                                               |                                                    | 1 589                                              |                                                    |
| 1900 | 1900                                               |                                                    | 1 628                                              |                                                    |
| 1910 | 1910                                               |                                                    | 1 586                                              |                                                    |
| 1920 | 1920                                               |                                                    | 3 892                                              |                                                    |
| 1930 | 1930                                               |                                                    | 4 886                                              |                                                    |
| 1940 | 1940                                               |                                                    | 6 084                                              |                                                    |
| 1950 | 1950                                               |                                                    | 7 813                                              |                                                    |
| 1960 | 1960                                               |                                                    | 10 442                                             |                                                    |
| 1970 | 1970                                               |                                                    | 10 693                                             |                                                    |
| 1975 | 1975                                               |                                                    | 10 777                                             |                                                    |
| 1980 | 1980                                               |                                                    | 12 129                                             |                                                    |
| 1985 | 1985                                               |                                                    | 12 888                                             |                                                    |
| 1990 | 1990                                               |                                                    | 13 468                                             |                                                    |
| 1995 | 1995                                               |                                                    | 14 236                                             |                                                    |
| 2000 | 2000                                               |                                                    | 14 162                                             |                                                    |
| 2005 | 2005                                               |                                                    | 14 374                                             |                                                    |
| 2010 | 2010                                               |                                                    | 14 926                                             |                                                    |
| 2015 | 2015                                               |                                                    | 15 420                                             |                                                    |
| 2020 | 2020                                               |                                                    | 16 668                                             |                                                    |
| Anm: Informationen gäller för dagens kommungränser. Äldre informationen är ihopsamlad från tidigare kommuner eller från socknarna som idag ingår i kommunen. |                                                    |                                                    |                                                    |                                                    |

#### Migration
Hammarö kommun är en av de kommuner i Sverige som tar emot allra minst flyktingar. År 2015 tog kommunen emot 1,4 flyktingar per 1 000 invånare vilket placerade kommunen på plats 10 av 290 bland de kommuner som tar emot minst.
Fram till och med slutet av december 2018 hade Hammarö kommun tagit emot 110 personer med uppehållstillstånd. Det som varit utmaningen är att det är fortsatt bostadsbrist i kommunen. Under 2019 har tillströmningen av asylsökande minskat i landet och det gör att även Hammarö kommun nu fått minskat kvot från Migrationsverket. Mottagning och stöd gör att de som kommit till Hammarö kommun har gått vidare ut i arbete och studier. 

## Kultur

### Konstarter

#### Musik
Musiklivet har varit mycket vitalt och kommunen har fostrat många goda musiker. En viktig roll har här kyrkan spelat med den dynamiska kantorn Elisabeth Andersson, som bland annat grundat och lett elitkören Nova Cantica.

#### Bildkonst
I kommunen finns Hammarö konstförening som 2024 hade ett 50-tal aktiva konstnärer.Föreningen genomför tillsammans med Hammarö kommun årligen utställningen Vårkonst i bibliotekets konsthall.

### Kulturarv
På Hammarö finns en av Värmlands tre kända bevarade runstenar, den så kallade Hovlandastenen i Västra Hovlanda, daterad till omkring 1025. Stenen är en minnessten över en viking som fallit i strid, troligen i västerled, eftersom runorna är ristade i det norska runstensområdets stil. Det finns även flera forntida gravhögar samt en så kallad domarring vid Hammars udde.

### Kommunvapen
Blasonering: I fält av silver en av karvskuror bildad blå bjälke, belagd med en stock av guld.
Motivet kommer från Karlstads tingslags sigill från 1600-talet och syftar på Klarälven. Vapnet fastställdes för Hammarö köping 1952 och registrerades för kommunen i PRV 1974.

### Sport
Hammarö har fina golf- och bangolfbanor. Hammarö HC är hockeylaget.
Handbollsföreningen IFK Hammarö har på senare år fått en aktiv ungdomsförening som har fostrat flera elitspelare.
Innebandyföreningen heter Skoghalls IBK och var under 2006/2007 Sveriges 10:e största innebandyklubb och herrarna spelar i Division 1 säsongen 19/20. Damerna har för första gången i föreningens historia tagit sig till Sveriges högsta innebandyliga SSL (Svenska Superligan) säsongen 19/20. 
IFK Skoghall hade 2016 i sin dam- och herrförening cirka 300 tjejer och 450 killar som utövade fotboll. Damerna spelade i division 1, medan herrarna spelade i division 5.
I övrigt finns på Hammarö föreningar inom cykling, dans, konståkning, tennis och gymnastik finns också representerat i kommunen.